# Роккаку-змій

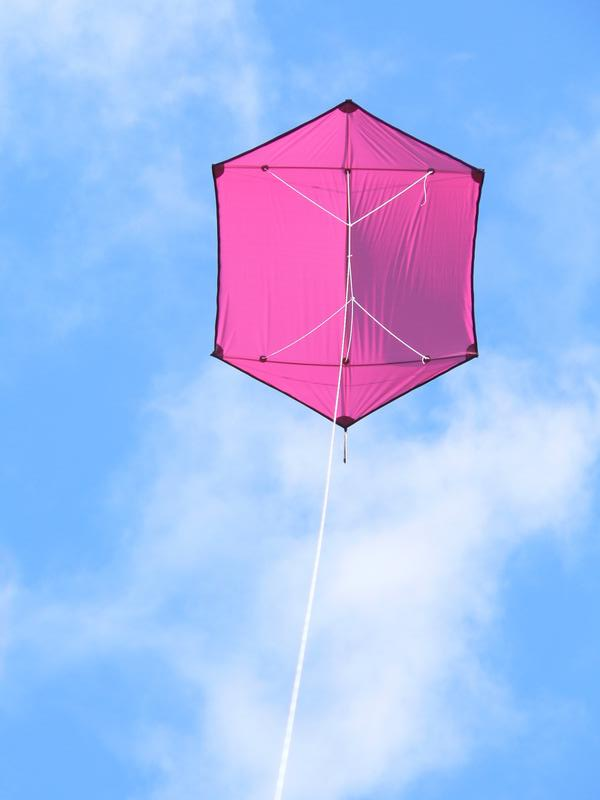
Невеликий роккаку, довжина 1,5 м, ширини 1,25 м

Роккаку-змій (六角凧) — традиційний японський повітряний змій. 

## Конструкція

### Загальна конструкція
Має каркас з одного поздовжнього і двох поперечних ребер, які утримують крило у формі видовженого у поздовжньому напрямку шестикутника. Поперечні ребра додатково вигинаються стяжками животом донизу для покращення стабільності польоту (заднє — більшою мірою).

### Каркас
Каркас традиційно виготовляється з розщепленого бамбука. Поперечні ребра вигинаються стяжками животом донизу, що дозволяє отримати більшу стійкість у польоті та відносно високу жорсткість легкого каркаса за рахунок попереднього напруження поперечних ребер. Заднє ребро вигинаються більшою мірою.
Вуздечка кріпиться до каркаса у чотирьох точках на поперечних ребрах. Точки кріплення вуздечки встановлюються ближче до кінців ребер для їх утримання від надмірного прогинання.

### Крило
Крило змія має форму видовженого у поздовжньому напрямку шестикутника. Така форма крила дозволяє отримати значну площу при відносно невеликій загальній довжині ребер каркаса, що дозволяє використовувати змія при слабкому вітрі.
Традиційно крило містить малюнок — обличчя самурая.

### Умови використання
Характеризується доброю стабільністю польоту і прийнятною підйомного силою, але чуттєвий до жорсткості каркаса. Призначений для використання в умовах слабкого вітру.
Роккаку часто використовують для аерофотозйомки та досліджень атмосфери завдяки його великій площі поверхні та простому будівництву.